# 南屏磚石墓群
南屏磚石墓群位於重慶市合川縣合陽鎮，文物遺址年代為東漢，1992年3月19日列為重慶市第二批市級文物保護單位。2000年9月7日列為第一批重慶市文物保護單位。南屏墓群分布在今南津街街道轄區內的白鹿、中南、上南、牌坊等村，有漢墓封土堆數十座，多數已被發掘。